# Symphonies portuaires
 (mars 2023).
Les Symphonies portuaires sont un événement musical annuel tenu à Montréal, au Canada, de 1995 à 2018,.

## Description
Il s'agit d'un concert en plein-air dans le Vieux-Port de Montréal à proximité du musée de Pointe-à-Callière qui parraine l'événement. Le concert se caractérise par l'utilisation des sirènes des bateaux amarrés dans le port durant la période de gel du fleuve Saint-Laurent. Des sifflets de train, cloches d'église, instruments amplifiés et autres dispositifs peuvent aussi être librement utilisés par les compositeurs invités. Les concerts sont non seulement tributaires des choix compositionnels, mais également de la distance entre les bateaux, la nature des sirènes, les conditions atmosphériques, l'emplacement des auditeurs, etc.
Les symphonies portuaires se tiennent deux dimanches d'affilée. Une trentaine de bénévoles sont requis à chaque concert pour activer les sirènes. Parmi les compositeurs invités, mentionnons Walter Boudreau, Jean Derome, Louis Dufort, André Hamel, Monique Jean, Jean-François Laporte, Silvio Palmieri, Claude Schryer, Michel Smith, Gilles Tremblay, Diane Labrosse, Michel Tétreault, Danielle Palardy Roger, Sonia Paço-Rocchia etc.
Le concert a fait l'objet d'une retransmission en direct durant de nombreuses années sur les ondes radiophoniques de la Société Radio-Canada.